# Lucernariopsis cruxmelitensis
Lucernariopsis cruxmelitensis är en nässeldjursart som beskrevs av James B. Corbin 1978. Lucernariopsis cruxmelitensis ingår i släktet Lucernariopsis och familjen Kishinouyeidae. Inga underarter finns listade i Catalogue of Life.